# غواص مقدس - اجرای زنده
غواص مقدس - اجرای زنده عنوان آلبوم اجرای زنده‌ایست که توسط گروه هوی متال دیو منتشر شده‌است. آهنگ‌های موجود در این آلبوم دقیقاً همان‌هایی هستند که در آلبوم غواص مقدس وجود دارد ولی با این تفاوت که در ضبط جدید سعی شده تا آهنگ‌ها به صورت مدرن‌تری ضبط شوند.
این آلبوم علاوه بر نسخه سی‌دی، به صورت دی‌وی‌دی هم منتشر گشته است.

## فهرست آهنگ‌ها

### دیسک یک
1. «به پا خیز و فریاد کن» (رانی جیمز دیو، جیمی بین) - ۴:۳۳
2. «غواص مقدس» (دیو) - ۴:۴۶
3. «کولی» (دیو، ویوین کمپل) - ۹:۴۶
4. «گیرافتاده در وسط» (دیو، وینی اپایس، کمپل) - ۴:۵۱
5. «با غریبه‌ها صحبت مکن» (دیو) - ۵:۱۱
6. «درست از وسط قلب» (دیو، بین) - ۴:۳۷
7. «نامرئی» (دیو، اپایس، کمپل) - ۵:۱۷
8. «رنگین کمانی در تاریکی» (دیو، اپایس، بین، کمپل) - ۴:۴۶
9. «ننگ بر شب» (دیو، اپایس، بین، کمپل) - ۱۶:۵۸

### دیسک دو
1. «زن تاروت‌گو» (دیو، ریچی بلکمور) - ۶:۵۳
2. «نشان صلیب شمالی» (دیو، گیزر باتلر، تونی اویومی) - ۷:۴۴
3. «یک شب در شهر» - ۶:۱۰
4. «دروازه‌های بابل» (دیو، بلکمور) - ۸:۲۳
5. «بهشت و جهنم» (دیو، باتلر، اویومی، بیل وارد) - ۱۱:۲۵
6. «مردی بر فراز کوه نقره‌ای» (دیو، بلکور) - ۴:۱۴
7. «زنده باد راک ان رول» (دیو، بلکمور) - ۶:۱۴
8. «ما به لرزه در می‌آوریم» (دیو) - ۶:۲۱

## سازندگان
- رانی جیمز دیو - خواننده
- داگ آلدریچ - گیتار
- اسکات وارن - کیبورد
- رادی سارزو - گیتار باس
- سیمون رایت - درامز